# Lista över fornlämningar i Uppsala kommun (Balingsta)
Lista över fornlämningar i Uppsala kommun (Balingsta) är en förteckning av ett urval av de fornlämningar som finns i Balingsta i Uppsala kommun.
| Namn                                | Lämningstyp                 | Tillkomsttid | Historisk indelning | Plats | Läge                 | ID-nr          | Bild                                      |
| ----------------------------------- | --------------------------- | ------------ | ------------------- | ----- | -------------------- | -------------- | ----------------------------------------- |
| U 855, Bökstastenen (Balingsta 1:1) | Runristning                 |              | Balingsta, Uppland  |       | 59.768915, 17.412319 | 10020500010001 | Ladda upp en till bild av detta fornminne |
| U 854 (Balingsta 2:1)               | Runristning                 |              | Balingsta, Uppland  |       | 59.763462, 17.422621 | 10020500020001 | Ladda upp en till bild av detta fornminne |
| U 860 (Balingsta 3:1)               | Runristning                 |              | Balingsta, Uppland  |       | 59.761611, 17.429176 | 10020500030001 | Ladda upp en till bild av detta fornminne |
| Tegelkyrkan (Balingsta 4:1)         | Kyrka/kapell                |              | Balingsta, Uppland  |       | 59.761961, 17.417150 | 10020500040001 | Ladda upp en till bild av detta fornminne |
| Balingsta 5:1                       | Gravfält                    |              | Balingsta, Uppland  |       | 59.759742, 17.416897 | 10020500050001 | Ladda upp en bild av detta fornminne      |
| Balingsta 10:1                      | Stensättning                |              | Balingsta, Uppland  |       | 59.769358, 17.439829 | 10020500100001 | Ladda upp en bild av detta fornminne      |
| Balingsta 11:1                      | Gravfält                    |              | Balingsta, Uppland  |       | 59.761659, 17.437944 | 10020500110001 | Ladda upp en bild av detta fornminne      |
| Balingsta 12:1                      | Stensättning                |              | Balingsta, Uppland  |       | 59.761565, 17.436297 | 10020500120001 | Ladda upp en bild av detta fornminne      |
| Balingsta 12:2                      | Stensättning                |              | Balingsta, Uppland  |       | 59.761523, 17.436415 | 10020500120002 | Ladda upp en bild av detta fornminne      |
| Balingsta 13:1                      | Hög                         |              | Balingsta, Uppland  |       | 59.758714, 17.447053 | 10020500130001 | Ladda upp en bild av detta fornminne      |
| Balingsta 15:1                      | Stensättning                |              | Balingsta, Uppland  |       | 59.759582, 17.452129 | 10020500150001 | Ladda upp en bild av detta fornminne      |
| Balingsta 15:2                      | Hällristning                |              | Balingsta, Uppland  |       | 59.759582, 17.452129 | 10020500150002 | Ladda upp en bild av detta fornminne      |
| Balingsta 15:3                      | Hällristning                |              | Balingsta, Uppland  |       | 59.759582, 17.452129 | 10020500150003 | Ladda upp en bild av detta fornminne      |
| Balingsta 17:1                      | Hällristning                |              | Balingsta, Uppland  |       | 59.761391, 17.462964 | 10020500170001 | Ladda upp en bild av detta fornminne      |
| Balingsta 20:1                      | Hällristning                |              | Balingsta, Uppland  |       | 59.776222, 17.415752 | 10020500200001 | Ladda upp en bild av detta fornminne      |
| Balingsta 21:1                      | Stensättning                |              | Balingsta, Uppland  |       | 59.754619, 17.432685 | 10020500210001 | Ladda upp en bild av detta fornminne      |
| Balingsta 22:1                      | Hög                         |              | Balingsta, Uppland  |       | 59.752869, 17.436502 | 10020500220001 | Ladda upp en bild av detta fornminne      |
| Balingsta 22:2                      | Stensättning                |              | Balingsta, Uppland  |       | 59.752848, 17.436002 | 10020500220002 | Ladda upp en bild av detta fornminne      |
| Balingsta 22:3                      | Stensättning                |              | Balingsta, Uppland  |       | 59.752831, 17.436177 | 10020500220003 | Ladda upp en bild av detta fornminne      |
| Balingsta 27:1                      | Hällristning                |              | Balingsta, Uppland  |       | 59.757699, 17.414895 | 10020500270001 | Ladda upp en bild av detta fornminne      |
| U 862 (Balingsta 28:1)              | Runristning                 |              | Balingsta, Uppland  |       | 59.768075, 17.394285 | 10020500280001 | Ladda upp en till bild av detta fornminne |
| Balingsta 29:1                      | Stensättning                |              | Balingsta, Uppland  |       | 59.767260, 17.402630 | 10020500290001 | Ladda upp en bild av detta fornminne      |
| Balingsta 31:1                      | Stensättning                |              | Balingsta, Uppland  |       | 59.765421, 17.396319 | 10020500310001 | Ladda upp en bild av detta fornminne      |
| Balingsta 32:1                      | Stensättning                |              | Balingsta, Uppland  |       | 59.763272, 17.397069 | 10020500320001 | Ladda upp en bild av detta fornminne      |
| Balingsta 35:1                      | Stensättning                |              | Balingsta, Uppland  |       | 59.769969, 17.398984 | 10020500350001 | Ladda upp en bild av detta fornminne      |
| Balingsta 35:2                      | Stensättning                |              | Balingsta, Uppland  |       | 59.769851, 17.399202 | 10020500350002 | Ladda upp en bild av detta fornminne      |
| Balingsta 35:3                      | Hällristning                |              | Balingsta, Uppland  |       | 59.769771, 17.399041 | 10020500350003 | Ladda upp en bild av detta fornminne      |
| Balingsta 37:1                      | Stensättning                |              | Balingsta, Uppland  |       | 59.777442, 17.397488 | 10020500370001 | Ladda upp en bild av detta fornminne      |
| Balingsta 37:2                      | Stensättning                |              | Balingsta, Uppland  |       | 59.777313, 17.397206 | 10020500370002 | Ladda upp en bild av detta fornminne      |
| Balingsta 37:3                      | Stensättning                |              | Balingsta, Uppland  |       | 59.777297, 17.396988 | 10020500370003 | Ladda upp en bild av detta fornminne      |
| Balingsta 38:1                      | Stensättning                |              | Balingsta, Uppland  |       | 59.779311, 17.402109 | 10020500380001 | Ladda upp en bild av detta fornminne      |
| Balingsta 38:2                      | Stensättning                |              | Balingsta, Uppland  |       | 59.779287, 17.402626 | 10020500380002 | Ladda upp en bild av detta fornminne      |
| Balingsta 39:1                      | Gravfält                    |              | Balingsta, Uppland  |       | 59.777275, 17.401629 | 10020500390001 | Ladda upp en bild av detta fornminne      |
| Balingsta 40:1                      | Grav- och boplatsområde     |              | Balingsta, Uppland  |       | 59.755074, 17.460032 | 10020500400001 | Ladda upp en bild av detta fornminne      |
| Balingsta 42:1                      | Stensättning                |              | Balingsta, Uppland  |       | 59.753983, 17.468101 | 10020500420001 | Ladda upp en bild av detta fornminne      |
| Balingsta 44:1                      | Grav- och boplatsområde     |              | Balingsta, Uppland  |       | 59.752643, 17.464317 | 10020500440001 | Ladda upp en bild av detta fornminne      |
| Balingsta 45:1                      | Gravfält                    |              | Balingsta, Uppland  |       | 59.745897, 17.457414 | 10020500450001 | Ladda upp en bild av detta fornminne      |
| U 865 (Balingsta 46:1)              | Runristning                 |              | Balingsta, Uppland  |       | 59.744359, 17.456417 | 10020500460001 | Ladda upp en bild av detta fornminne      |
| U 861 (Balingsta 47:1)              | Runristning                 |              | Balingsta, Uppland  |       | 59.748691, 17.451370 | 10020500470001 | Ladda upp en till bild av detta fornminne |
| Balingsta 50:1                      | Hög                         |              | Balingsta, Uppland  |       | 59.751195, 17.455015 | 10020500500001 | Ladda upp en bild av detta fornminne      |
| Balingsta 50:2                      | Stensättning                |              | Balingsta, Uppland  |       | 59.751077, 17.455365 | 10020500500002 | Ladda upp en bild av detta fornminne      |
| U 851 (Balingsta 51:1)              | Runristning                 |              | Balingsta, Uppland  |       | 59.736549, 17.461688 | 10020500510001 | Ladda upp en till bild av detta fornminne |
| Balingsta 52:1                      | Hög                         |              | Balingsta, Uppland  |       | 59.739290, 17.470921 | 10020500520001 | Ladda upp en bild av detta fornminne      |
| Balingsta 54:1                      | Gravfält                    |              | Balingsta, Uppland  |       | 59.735554, 17.441607 | 10020500540001 | Ladda upp en bild av detta fornminne      |
| U 859 (Balingsta 55:1)              | Runristning                 |              | Balingsta, Uppland  |       | 59.781159, 17.417934 | 10020500550001 | Ladda upp en till bild av detta fornminne |
| Balingsta 56:1                      | Stensättning                |              | Balingsta, Uppland  |       | 59.780185, 17.420630 | 10020500560001 | Ladda upp en bild av detta fornminne      |
| U 857 (Balingsta 57:1)              | Runristning                 |              | Balingsta, Uppland  |       | 59.744647, 17.404048 | 10020500570001 | Ladda upp en till bild av detta fornminne |
| U 856 (Balingsta 58:1)              | Runristning                 |              | Balingsta, Uppland  |       | 59.742800, 17.406036 | 10020500580001 | Ladda upp en till bild av detta fornminne |
| Balingsta 59:2                      | Stensättning                |              | Balingsta, Uppland  |       | 59.753138, 17.466353 | 10020500590002 | Ladda upp en bild av detta fornminne      |
| Balingsta 59:3                      | Stensättning                |              | Balingsta, Uppland  |       | 59.753211, 17.466951 | 10020500590003 | Ladda upp en bild av detta fornminne      |
| Balingsta 61:1                      | Hög                         |              | Balingsta, Uppland  |       | 59.753479, 17.463882 | 10020500610001 | Ladda upp en bild av detta fornminne      |
| Balingsta 62:1                      | Gravfält                    |              | Balingsta, Uppland  |       | 59.743549, 17.458744 | 10020500620001 | Ladda upp en bild av detta fornminne      |
| Balingsta 63:1                      | Gravfält                    |              | Balingsta, Uppland  |       | 59.743693, 17.462499 | 10020500630001 | Ladda upp en bild av detta fornminne      |
| Balingsta 66:1                      | Hällristning                |              | Balingsta, Uppland  |       | 59.762604, 17.438840 | 10020500660001 | Ladda upp en bild av detta fornminne      |
| Balingsta 70:1                      | Stensättning                |              | Balingsta, Uppland  |       | 59.781604, 17.421491 | 10020500700001 | Ladda upp en bild av detta fornminne      |
| Balingsta 71:1                      | Stensättning                |              | Balingsta, Uppland  |       | 59.782418, 17.425052 | 10020500710001 | Ladda upp en bild av detta fornminne      |
| Balingsta 72:1                      | Stensättning                |              | Balingsta, Uppland  |       | 59.783003, 17.428087 | 10020500720001 | Ladda upp en bild av detta fornminne      |
| Balingsta 72:2                      | Grav markerad av sten/block |              | Balingsta, Uppland  |       | 59.782921, 17.428256 | 10020500720002 | Ladda upp en bild av detta fornminne      |
| Balingsta 77:1                      | Hög                         |              | Balingsta, Uppland  |       | 59.766462, 17.439413 | 10020500770001 | Ladda upp en bild av detta fornminne      |
| Balingsta 78:1                      | Hällristning                |              | Balingsta, Uppland  |       | 59.764315, 17.448123 | 10020500780001 | Ladda upp en bild av detta fornminne      |
| Balingsta 79:1                      | Hög                         |              | Balingsta, Uppland  |       | 59.761424, 17.443357 | 10020500790001 | Ladda upp en bild av detta fornminne      |
| Balingsta 79:2                      | Hög                         |              | Balingsta, Uppland  |       | 59.761214, 17.443421 | 10020500790002 | Ladda upp en bild av detta fornminne      |
| Balingsta 80:1                      | Hällristning                |              | Balingsta, Uppland  |       | 59.754558, 17.428101 | 10020500800001 | Ladda upp en bild av detta fornminne      |
| Balingsta 81:1                      | Stensättning                |              | Balingsta, Uppland  |       | 59.747691, 17.446722 | 10020500810001 | Ladda upp en bild av detta fornminne      |
| Balingsta 85:1                      | Stensättning                |              | Balingsta, Uppland  |       | 59.744306, 17.436328 | 10020500850001 | Ladda upp en bild av detta fornminne      |
| Balingsta 90:1                      | Hällristning                |              | Balingsta, Uppland  |       | 59.776115, 17.408455 | 10020500900001 | Ladda upp en bild av detta fornminne      |
| Balingsta 92:1                      | Stensättning                |              | Balingsta, Uppland  |       | 59.755605, 17.418425 | 10020500920001 | Ladda upp en bild av detta fornminne      |
| Balingsta 92:2                      | Stensättning                |              | Balingsta, Uppland  |       | 59.755499, 17.418434 | 10020500920002 | Ladda upp en bild av detta fornminne      |
| Balingsta 93:1                      | Stensättning                |              | Balingsta, Uppland  |       | 59.755436, 17.405456 | 10020500930001 | Ladda upp en bild av detta fornminne      |
| Balingsta 94:1                      | Stensättning                |              | Balingsta, Uppland  |       | 59.765529, 17.401136 | 10020500940001 | Ladda upp en bild av detta fornminne      |
| Balingsta 96:1                      | Röse                        |              | Balingsta, Uppland  |       | 59.737822, 17.437927 | 10020500960001 | Ladda upp en bild av detta fornminne      |
| Balingsta 98:1                      | Grav- och boplatsområde     |              | Balingsta, Uppland  |       | 59.761459, 17.409061 | 10020500980001 | Ladda upp en bild av detta fornminne      |
| Balingsta 99:1                      | Stensättning                |              | Balingsta, Uppland  |       | 59.756861, 17.414038 | 10020500990001 | Ladda upp en bild av detta fornminne      |
| Balingsta 99:2                      | Stensättning                |              | Balingsta, Uppland  |       | 59.756932, 17.413888 | 10020500990002 | Ladda upp en bild av detta fornminne      |
| Balingsta 102:1                     | Stensättning                |              | Balingsta, Uppland  |       | 59.768889, 17.450645 | 10020501020001 | Ladda upp en bild av detta fornminne      |
| Balingsta 103:1                     | Hällristning                |              | Balingsta, Uppland  |       | 59.764142, 17.403524 | 10020501030001 | Ladda upp en bild av detta fornminne      |
| Balingsta 104:1                     | Hällristning                |              | Balingsta, Uppland  |       | 59.764087, 17.405094 | 10020501040001 | Ladda upp en bild av detta fornminne      |
| Balingsta 105:1                     | Hällristning                |              | Balingsta, Uppland  |       | 59.764748, 17.404323 | 10020501050001 | Ladda upp en bild av detta fornminne      |
| Balingsta 107:1                     | Stensättning                |              | Balingsta, Uppland  |       | 59.746570, 17.476361 | 10020501070001 | Ladda upp en bild av detta fornminne      |
| Balingsta 107:2                     | Stensättning                |              | Balingsta, Uppland  |       | 59.746654, 17.476750 | 10020501070002 | Ladda upp en bild av detta fornminne      |
| Balingsta 110:1                     | Stensättning                |              | Balingsta, Uppland  |       | 59.753901, 17.462476 | 10020501100001 | Ladda upp en bild av detta fornminne      |
| Balingsta 111:1                     | Stensättning                |              | Balingsta, Uppland  |       | 59.752677, 17.474275 | 10020501110001 | Ladda upp en bild av detta fornminne      |
| Balingsta 114:1                     | Hällristning                |              | Balingsta, Uppland  |       | 59.762008, 17.462705 | 10020501140001 | Ladda upp en bild av detta fornminne      |
| Balingsta 115:1                     | Stensättning                |              | Balingsta, Uppland  |       | 59.765584, 17.463412 | 10020501150001 | Ladda upp en bild av detta fornminne      |
| Balingsta 117:1                     | Stensättning                |              | Balingsta, Uppland  |       | 59.774043, 17.438176 | 10020501170001 | Ladda upp en till bild av detta fornminne |
| Balingsta 118:1                     | Hällristning                |              | Balingsta, Uppland  |       | 59.760641, 17.416009 | 10020501180001 | Ladda upp en bild av detta fornminne      |
| Balingsta 118:2                     | Hällristning                |              | Balingsta, Uppland  |       | 59.760746, 17.415954 | 10020501180002 | Ladda upp en bild av detta fornminne      |
| Balingsta 118:3                     | Hällristning                |              | Balingsta, Uppland  |       | 59.760943, 17.415675 | 10020501180003 | Ladda upp en bild av detta fornminne      |